# 吉川千愛
吉川 千愛（よしかわ ちあき、1994年4月2日 - ）は、日本の芸能マネージャー、元女性タレントおよびアイドル。福岡県福岡市（博多）出身。現: IQプロジェクト（Uniiique系列）所属スタッフ。
元「LinQ」の創設メンバーおよびリーダー。

## 略歴
2011年 - 九州・福岡県を拠点とする、アイドルグループ運営プロジェクト主催のオーディションに合格。女性アイドルグループ「LinQ」が発足し、4月から創設メンバーとして活動開始。同6月にシングルデビュー。
2013年 - 4月、LinQ名義で全国メジャーデビュー。11月、LinQの派生ロックユニット「SRAM」（スラム）を結成し、メンバー SARA名義でデビュー。
2014年 - LinQの冠番組が始まり、TVで初のレギュラー。
2015年 - 10月、ホラーアニメ『こわぼん』で主役の声優を務める。また、ラジオ番組のメインパーソナリティーも開始した。同月末、初のイメージビデオ『GIRLS-PEDIA Pt. 吉川千愛』をリリース。
2016年 - LinQ名義で映画デビュー。
2017年 - 1月、客演した『ボンゴレ・ビアンコ』で初舞台。6月、所属するLinQが自社の新構想「IQ(アイドル九州)プロジェクト」の設立により一旦解体され、9月から新生LinQとして新たなスタートを切った。11月、カムラック2代目イメージキャラクターに就任。
2018年 - 1月、LinQの三代目リーダーに就任。11月、大型の市民マラソン「福岡マラソン」公式大会サポーターに就任し、フルマラソン初挑戦で完走を果たす。
2019年 - 5月 - 11月、昨年に続き、福岡マラソン大会サポーター就任およびゲストランナーに内定し、昨年を上回るタイムで完走した。
2020年 - 1月、LinQ名義で、タイの観光リージョナルアンバサダー（九州地区担当）に就任。12月、同僚・海月らなの生まれ故郷、長崎県時津町観光推進プロジェクト2020に参加。同月13日、LinQが10周年を迎える2021年4月にグループから卒業することを発表。
2021年 - 3月、LinQ卒業公演ツアー『HAPPINESS』を開始し、翌4月にデビューの地イムズホールの最終公演をもって卒業。5月、出演映画『こどもばんぱく』が上映。
以降は芸能活動を引退し、IQプロジェクトの事業本部スタッフに就任した。また、仕事内容によってはOGとして友情出演をしている。
2024年3月、昨年10月に出産し一児の母になった様子をSNSにて公開した。

## 人物
愛称は、ちあっきー。博多出身。
性格/キャラクターは、穏やかなクールタイプで努力家・協調性など実直な面を評されている。童顔であり、同僚からもベビーフェイスと認識されている（2021年時点）。
趣味・特技は、映画鑑賞・音楽鑑賞・水泳・マラソン・和太鼓・動物の画像動画を見るなど。好きなものは、たこ焼き・梅干しなど。
敬愛する音楽アーティストは、加藤ミリヤ。アイドルでは、AKB48（初期）、林愛夏（元ベイビーレイズJAPAN）、BABYMETALなど。
家族には、一回り以上年齢の離れた妹がいる。ハムスターを飼っていた。

## LinQ関連
- 創設メンバー1期生

歴代メンバーのうち同期は33人と大所帯であったが、メジャーデビューした時点で約半分が卒業していた。その後も変遷を経て10周年を迎えた卒業時点で、自身と髙木悠未だけが残っていた。
- グループのリーダー

実直な努力家で、活動初期からサブ（副）リーダー的立ち位置を任されていた。前リーダーが大怪我を負って長期離脱していた間、年長組の一人としてグループを支えていたが、2018年初頭に正式な三代目リーダーに就任。以来卒業まで、グループのスポークスパーソンとして前面に立っていた。
サブリーダー時代から、グループを向上させるため「試行錯誤の連続だった」エピソードを明かしている。三代目リーダー就任後、『グループがこれまでの大所帯からスリム化した分、課せられる役割も大きくなった。課題をクリアして付いた自信と責任感を自覚している』と内心を語った。
- 九州発のグループとして

『福岡を拠点に全国へ〜』がグループの一貫した方針であり、近年は地元大会場「マリンメッセ福岡」の開催実現を集大成に掲げている。本人は発足メンバーの一人として『結成期の経緯、グループの方向や変遷、染み付いた歴史、そして皆の想いを見届けてきた。今後も「継続は力（マリンメッセ）なり」をスローガンに、みんなの夢を受け継いでいく』と想いを明かしている。
- 派生ロックユニット「SRAM」メンバー

2013年に、LinQの派生ロックユニット「SRAM」（スラム）を結成し、別名義のメンバー SARAとして活動した。「めんたいロック」（福岡産ロックの俗称）を継承すると銘打ち、本格的なバックバンドを従えるユニットとしてデビュー、シングル4枚をリリースした。IQプロジェクトの発足後メンバーの降板もあって自然消滅し、解散宣言のない約4年の実動で終えている。
本人は、あくまで別人のSARAとしたギミックで活動していたため、吉川千愛の立場での受け答えは基本的にはしていない。

## 作品

### 映像
イメージビデオ
- GIRLS-PEDIA Pt. 吉川千愛（2015年10月25日、QH映像/エンターブレイン）

### 音楽
楽曲提供
- 「15センチの恋」(デジタルシングル: FUKUOKA。～福を可するのだ♪～  収録)（2021年8月25日、IQP Records）- 作詞[37]

SRAM（SARA）名義シングル：LinQ Records
- 1st「レモンティー / LET'S ROCK (DAN DAN)」（2013年11月23日）
- 2nd「BOYS&GIRLS / チェリーに首ったけ」（2014年7月4日）
- 3rd「ユー・メイ・ドリーム / 可愛いあの娘」（2015年6月9日）
- 4th「ゴキゲンRADIO / 天井裏から愛を込めて」（2015年12月15日）
- 7インチシングル「ユー・メイ・ドリーム / レモンティー」（2015年6月24日、 まわりそうなRecords）

## 出演

### テレビ
レギュラー・準レギュラー・冠番組
- LinQの顔と名前だけでも!（2014年10月 - 2016年10月、Pigoo）[38]
- ディスカバLinQ〜マリンメッセへの道〜（2015年4月 - 12月、RKB毎日放送）
- LinQのお助けちゃんねる（2016年11月 - Pigoo）
- LinQあい（2017年1月 - 12月、TVQ九州放送）
- IQとLinQする。（2017年9月 - 2019年4月、Pigoo）
- 新・IQとLinQする。（2019年8月 - 2021年4月、Pigoo）

### 映画
- みんな好いとうと♪（2016年3月公開、パイプライン / クロックワークス）
- こどもばんぱく（2021年5月1日公開、映画こどもばんぱく製作プロジェクト） - 松下先生 役

### 舞台
- アルテメイト・ミュージカル『神様はじめました THE MUSICAL♪2016』(2016年1月21日、アイア2.5シアタートーキョー) - 日替りゲスト[39]
- タタカッテシネ第4回公演『ボンゴレ・ビアンコ』(2017年1月25日、目黒 千本桜ホール) - 日替りゲスト
- タタカッテシネ第4.5回公演『燈火の中、貴方を想ふ』(2017年12月6日、中野 劇場HOPE) - 日替りゲスト

### テレビアニメ
- こわぼん（2015年10月 - 12月、KBCテレビ / テレビ神奈川） - 主役・こわぼん 役

### WEB配信・アプリ
- 個人生配信「吉川千愛ライブ」(2016年11月 - LINE LIVE / SHOWROOM)

### ラジオ
- LinQ UP!!（2015年10月 - 2017年9月、KBCラジオ） - アシスタント・メインパーソナリティ
- Buzz!!LinQ（2017年10月 - 2021年4月、KBCラジオ） - メインパーソナリティ
- music×serendipity内「カワイイ女子旅ココしっと～と？」（2020年12月 - 2021年4月、LOVE FM） - 金曜 週替わりパーソナリティ

### CM・広告・イメージモデル
- Cocker’s Burger イメージガール（2011年12月 - 2012年11月、コッカーズ）
- 福岡県トラック協会CM（2013年10月OA - 2014年1月、福岡県トラック協会）
- ピザクック CM（2013年12月OA - 、イワタダイナース） - 不定期出演
- JA全農ふくれん「福岡県産ぶどう」PRイメージガール（2014年6月 - 、全農福岡県本部）
- 博多菓匠左衛門「博多あまおうぶらぶら」イメージガール（2014年12月 - 、左衛門 本店）
- 嘉麻市観光文化大使（2015年11月 - 2021年4月、嘉麻市観光まちづくり協会事務局）
- カムラック 2代目イメージキャラクター（2017年11月 - 2021年4月、カムラックグループ）
- ふくのや『味の明太子』(2018年5月、ふくや)
- ガリレオコーポレーション TVCM（2018年夏OA）
- 福岡マラソン（福岡陸上競技協会）
  - 2018大会サポーター&ゲストランナー（2018年11月）
  - 2019大会サポーター&ゲストランナー（2019年5月 - 11月）
- LUX「アスレジャー」九州アンバサダー（2019年3月、ユニリーバ・ジャパン）
- LinQ×一幸舎 PREMIUM RAMENBOX（2019年4月、博多一幸舎）
- 帝京大学「福岡キャンパス 2019」WebCM / TVCM 2020（2019年8月OA - 2020年、帝京大学グループ）
- KAGOME「野菜生活100あまおうミックス」アンバサダー（2019年12月 - 、KAGOME）
- タイ観光リージョナルアンバサダー（九州地区）（2020年1月 - 、タイ国政府観光庁）
- ネッツトヨタ西日本「カワイイ女子旅ココしっと〜と？」(2020年5月 - 2021年4月、トヨタ自動車)
- 博多マルイ「ポップンでにっしゅ&VEGETOMO」(2020年11月 - 12月、丸井グループ)
- 時津町観光推進プロジェクト「時を楽しむ時津町2020」WebCM（2020年12月OA、時津町役場 / 時津町民総活躍プロジェクト推進委員会）
- SUNQパス アンバサダー（2021年3月、SUNQパス運営委員会）
- 中間市「未来のまちづくり」アンバサダー（2021年3月、中間市役所）[40]
- LinQ×高尾 最新機種新プロジェクト（2022年、(株)高尾）[22]

PR（単発）
- 飲酒運転撲滅キャンペーン 福岡市CM（2013年12月 - 2014年11月、福岡県庁）
- 福岡県 国政選挙投票 PR大使（2014年・2019年6月 - 7月、福岡県選挙管理委員会）[41]
- リンガーハット コラボキャンペーン（2015年3月 - 5月、リンガーハットジャパン）
- 福岡市 不法投棄街頭啓発キャンペーン（2019年6月、福岡市役所）
- LinQ×BOOK OFFコラボ 一日店長PR（2019年6月 - 、ブックオフコーポレーション）
- スポーツウェア「SVOLME」（2019年7月、SVOLME FUKUOKA）
- 福岡県「新型コロナウイルス医療従事者応援金」（2020年6月、福岡県庁 保健医療介護総務課）
- 映画『劇場版ポケットモンスター ココ』PR（2020年12月、ピカチュウプロジェクト）[42]

### 書籍
- 季刊誌 ほくそう（2019年 - 、北総鉄道） - 不定期掲載